# Cacciatori delle Alpi
I Cacciatori delle Alpi fu il nome che prese una brigata di volontari, agli ordini di Giuseppe Garibaldi, che combatté una campagna di liberazione nella Lombardia settentrionale, nel corso della seconda guerra di indipendenza italiana, contro l'esercito imperiale austriaco.
Successivamente tale denominazione fu trasmessa a reparti dell'Esercito Italiano che ne perpetuarono le tradizioni,  un Corpo includente reparti di Fanteria e di Artiglieria Semovente e da Campagna contraddistinti nell'uniforme ordinaria e di gala dalla cravatta rossa.

## Il contesto e la costituzione
Nel 1859, in Piemonte, divenne corposo l'afflusso di fuoriusciti dai ducati emiliani, dal Lombardo-Veneto, dal Trentino, in gran parte desiderosi di essere arruolati sotto la bandiera del Re di Sardegna. Si giunse, nel mese di giugno, dopo lo scoppio della guerra, a quasi 40 000 unità. Nelle sue memorie Garibaldi ricordò la tipica marcia degli esuli dal Lombardo-Veneto: essa passava per la via di Como, lungo i sentieri del contrabbando, guidato dagli spalloni contrabbandieri sconfinava nel compiacente Canton Ticino, retto da un governo liberale vicino al Cavour, passando nella zona di Lugano e Magadino, da Locarno gli esuli venivano trasportati gratuitamente sui vaporetti fino ad Arona per proseguire in treno sul territorio piemontese, fino a Torino Porta Susa.
Una volta a Torino gli espatriati venivano sottoposti a una visita della commissione di arruolamento, che arruolava nell'Esercito Regio i più idonei fra i 18-26 anni. Gli altri, compresi quelli di provata fede repubblicana, venivano istradati nel costituendo corpo dei volontari garibaldini.

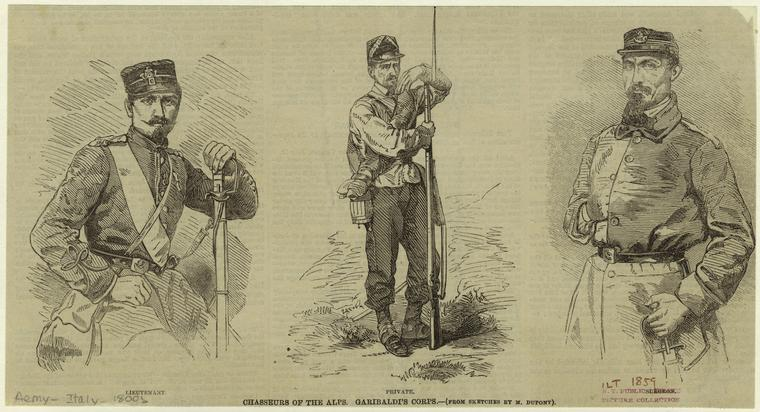
Uniformi dei Cacciatori delle Alpi

Sin dal 20 febbraio 1859, infatti, era stato costituito in Cuneo, presso il monastero di Santa Chiara, un primo Deposito dei Cacciatori. Ad esso si aggiungeva, il 20 marzo, un secondo Deposito, in Savigliano presso il monastero di Santa Monica (oggi sede distaccata dell'Università degli studi di Torino). I Depositi erano, in effetti, delle caserme dotate di alloggiamenti ed armamenti.
La costituzione di corpi di volontari, o Corpi Franchi, come si diceva allora, era stata espressamente proibita nella convenzione militare del dicembre 1858 fra Francia e Regno di Sardegna, ma Cavour elaborò un escamotage: nel febbraio 1859, fece inserire nelle modifiche alla legge sull'esistente Guardia Nazionale un articolo con cui il Governo era autorizzato a formare corpi speciali con volontari inscritti sui ruoli della Guardia Nazionale. Conseguentemente, con Regio Decreto del 17 marzo veniva formato il corpo dei Cacciatori della Stura come unità della Guardia Nazionale senza dunque violare, formalmente, il trattato. Evidentemente Napoleone III dovette perlomeno tollerare l'esperimento. Perciò i Cacciatori dipesero, inizialmente, dal Ministero dell'Interno anziché dal Ministero della Guerra.
Significativamente, il Deposito di Savigliano ed il Deposito di Cuneo erano stati messi agli ordini di tre garibaldini (del dimenticato Nicola Ardoino di Diano Marina, fra i fondatori della Società di Tiro Nazionale, e di Giacomo Medici il primo, di Enrico Cosenz e di Medici il secondo), anche se Garibaldi assumeva il comando formale solo il 17 marzo. Per l'occasione i primi due erano stati promossi tenente colonnello dell'Esercito Regio, ed il terzo maggiore generale (con decreto del 25 aprile 1859).

## L'inizio delle ostilità
Il 16 marzo 1859 il Deposito di Cuneo cominciava gli arruolamenti, a formare 1º Reggimento. Il 7 aprile incominciava la formazione del 2º Reggimento Cacciatori delle Alpi, il 17 aprile quella dei Cacciatori degli Appennini (presso un nuovo Deposito in Acqui).
il generale Cialdini fu incaricato del loro ordinamento, parecchi ufficiali dei bersaglieri della loro istruzione, sotto il comando dei due tenenti colonnelli, i menzionati Cosenz e Medici, col grado di tenente colonnello, del loro comando.
Alla dichiarazione di guerra da parte dell'Austria, il 24 aprile, al 1º Reggimento del Cosenz ed al 2º del Medici si aggiungeva uno squadrone Guide a cavallo ed un drappello di Carabinieri genovesi. Si trattava di una brigata leggera, di circa 1.100 uomini per reggimento, senza cannoni e senza cavalleria (ad esclusione dello squadrone Guide a cavallo), male armata ed equipaggiata ma con l'uniforme dell'esercito piemontese, animata da forte spirito combattivo e guidata da ufficiali esperti, tutti reduci delle guerre del 1848-1849.
Nel corso del conflitto la brigata andò, man mano, espandendosi. Il 4 maggio cominciava la formazione del 3º reggimento Cacciatori delle Alpi (agli ordini dell'Ardoino), che raggiunse il Garibaldi dall'8 maggio. Il 14 maggio, espandendo l'unità dei Carabinieri genovesi, venne formata la 1ª compagnia Bersaglieri. Il 27 maggio si formano in Cuneo l'ambulanza e la compagnia d'infermieri. Il 30 maggio la batteria d'artiglieria ed il reparto treno. Il 6 giugno si forma in Cuneo una compagnia zappatori del genio. Con i nuovi rinforzi, ormai a pieni ranghi, la brigata raggiunse il numero di 3.500 uomini.
Il 2 giugno si aggiunsero i Cacciatori degli Appenini, formato da un reggimento di 4 battaglioni con circa 1.800 uomini. Il 1º luglio esso venne ridenominato 4º Reggimento dei Cacciatori delle Alpi (agli ordini di Camillo Baldoni), per giungere a Sondrio e passare agli ordini del generale Garibaldi solo l'8 luglio, il giorno dei preliminari dell'Armistizio di Villafranca, siglato tre giorni più tardi, l'11 luglio.
Il 21 giugno si organizza un battaglione di adolescenti su tre compagnie. A fine giugno 1859 s'incomincia a formare in Cuneo il 5º Reggimento (agli ordini di Giuseppe Marocchetti), che, completato in 4 battaglioni, prestò giuramento solo l'8 agosto, a guerra ormai terminata. A metà luglio 1859 il 1º, 2º e 3º Reggimento vennero ordinati in 4 battaglioni e si formarono le compagnie bersaglieri 2^, 3^ e 4^.

## L'entrata in combattimento

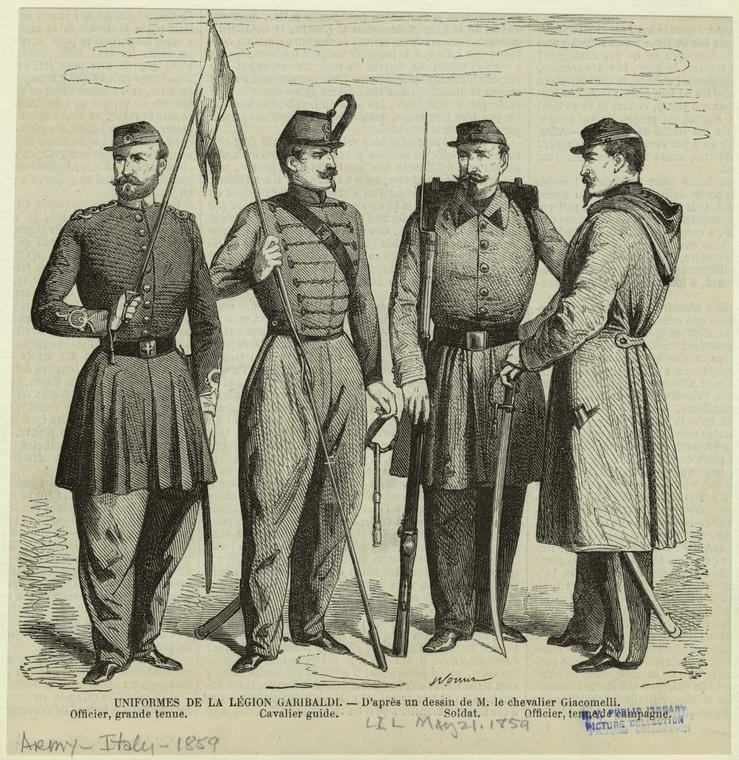
Da sinistra a destra: ufficiale in alta uniforme, guida a cavallo, fante, ufficiale in divisa da campagna (21 maggio, 1859)

Il 29 aprile 1859 gli austriaci, proprio adducendo a pretesto il rifiuto dei Piemontesi di cessare l'arruolamento dei fuoriusciti, dichiararono guerra al Regno di Sardegna.
I Cacciatori sono inizialmente schierati a Casale, con il grosso dell'esercito piemontese che attende fra Alessandria – Valenza – Casale. Quando l'8 maggio gli austriaci avanzano da Novara verso Torino, i volontari si schierano a Chivasso. Quando il 10 maggio l'invasore comincia a ripiegare verso la Lombardia, essi lo seguono d'appresso, attraverso Biella e Borgomanero sino a giungere, il 22 maggio, ad Arona, dove Garibaldi fece ostentatamente scegliere alloggiamenti allo scopo di ingannare gli austriaci. Di lì, nella notte fra il 22 e il 23 maggio, due compagnie passarono il Ticino a Castelletto, occupando a sorpresa Sesto Calende. Lì venne ristabilito il ponte galleggiante sul Ticino attraversato il quale passò in Lombardia tutta la brigata.
Occupata Varese, viene affrontato il 26 maggio dal tenente maresciallo Karl von Urban, uscito da Como, che si ritira con perdite (battaglia di Varese). L'Urban ha perso 22 morti, 62 feriti ed un prigioniero, contro i circa 85 volontari, fra morti feriti e dispersi, fra i quali il pavese Ernesto Cairoli, il primo dei quattro fratelli Cairoli a perire in combattimento.

## L'obiettivo strategico di Garibaldi
Occorre considerare che ancora il 20 maggio (battaglia di Montebello) gli austriaci stavano ben schierati al di là del Po in territorio piemontese e che ancora il 30 maggio gli austriaci attaccavano i Piemontesi alla battaglia di Palestro, poco oltre Vercelli, ben dentro al Piemonte.
Gli austriaci passeranno definitivamente il Ticino solo il 4 giugno, il giorno della battaglia di Magenta.
Garibaldi quindi, non giungeva per appoggiare l'avanzata franco-piemontese, né (causa l'ostilità politica alla guerra rivoluzionaria) ad aizzare le città lombarde alla sollevazione. L'obiettivo era, piuttosto, quello di spaventare gli austriaci, di costringerli ad impegnare truppe verso un fronte secondario e ci riuscì benissimo. Semmai sarebbero stati gli austriaci a preoccuparsi delle sollevazioni cittadine, terrorizzati dal ricordo delle Cinque giornate di Milano, delle proporzionalmente più cruente Dieci giornate di Brescia e degli analoghi moti in altre città lombarde.

## La marcia verso Como
Il 27 maggio i volontari prendevano la via di Como, allora la città più importante della Lombardia settentrionale e base degli austriaci. Due erano le strade a disposizione: quella meridionale, attraverso Malnate, Solbiate ed Olgiate entrava in Como da sud; quella settentrionale (ora chiamata “garibaldina”) da Malnate deviava a nord per Uggiate e attraverso Cavallasca accedeva in Como dalle colline che chiudono la città da ovest, per una stretta chiusa a nord dal confine svizzero (oggi noto agli appassionati del Giro di Lombardia come Passo di San Fermo).
Nell'incertezza, l'Urban aveva schierato le proprie forze fra San Fermo, a nord, e Civello a sud, con avamposti sul fiume Lura, sei chilometri più ad ovest dalla parte di Varese, e le riserve al centro dalle parti di Montano Lucino.
Oltre alla brigata Rupprecht, che aveva combattuto a Varese, l'Urban poteva schierare la Brigata Agustin, giunta, nel frattempo, di rinforzo.
Garibaldi prese ad avanzare da Varese, attraverso Malnate e Binago sino ad Olgiate, dando ad intendere di voler passare a sud, salvo da lì girare a nord verso San Fermo attraverso Parè e Cavallasca.

## La battaglia di San Fermo
Giunto a Cavallasca Garibaldi vi pose il proprio quartier generale. Da Cavallasca Garibaldi decise di dare l'assalto alle posizioni austriache a San Fermo, riportando una netta vittoria.
Tra i caduti nelle file dei Cacciatori, il capitano Carlo De Cristoforis che aveva guidato l'attacco nell'abitato di San Fermo (battaglia di San Fermo).
L'Urban, memore della rivolta che appena 11 anni prima aveva costretto alla resa forze austriache equivalenti alle sue (Cinque giornate di Como), ripiegò su Monza.
Quando la notizia dei fatti giunge a Lecco sguarnita di truppe austriache, i deputati municipali Campelli e Curioni, con 19 consiglieri, votavano un documento di adesione al Regno di Sardegna.

## La prima liberazione di Como
Garibaldi entra a Como nella tarda serata dello stesso 27 maggio, festeggiato dalla cittadinanza. Il 28 maggio proclamò l'annessione al Regno di Sardegna della Provincia di Como (Como, Lecco, Varese). Della Provincia prendeva, quindi, possesso il Visconti Venosta, al seguito di Garibaldi in qualità di commissario regio.
La situazione, tuttavia, era tutt'altro che stabilizzata. Come detto, gli austriaci avrebbero passato definitivamente il Ticino solo il 4 giugno, 8 giorni più tardi.
Con una sola brigata Garibaldi non poteva nemmeno immaginare di tenere le città liberate. Garibaldi, in quei giorni, era un guerrigliero: il guerrigliero conduce puntate offensive là dove il nemico meno lo aspetta e si ritira, trascinandoseli dietro. Solo che Garibaldi, a differenza dei guerriglieri di oggi, operava al servizio di un grande esercito regolare ed il suo obiettivo principale non era infliggere il massimo dei danni, ma piuttosto attirare su di sé il numero massimo di nemici. Solo quando i franco-piemontesi avessero realmente passato il Ticino e sconfitto gli austriaci, solo allora i Cacciatori avrebbero smesso di fare i “guerriglieri”, ed iniziato a fare i “soldati”, conducendo una campagna “regolare”, ossia occupando, man mano, le città della fascia prealpina, quale vera ala sinistra dell'esercito principale, giù nella pianura.
Como venne, in effetti, abbandonata al suo destino e così pure le più piccole Varese e Lecco. Da Como Garibaldi retrocesse su Laveno, 45 km indietro, con lo scopo apparente di espugnarvi, senza successo, un fortilizio Austriaco.
Garibaldi lasciava a Como il maggiore Camozzi, a Varese il Carcano. Nel frattempo il Visconti Venosta aveva preso possesso, di quattro battelli a vapore della Navigazione Lariana che, per sottrarsi alle requisizione austriaca, erano salpati per l'alto lago ed erano rientrati a Cernobbio con parecchi volontari armati raccolti nei paesi rivieraschi. Vi ci si imbarcò con il Camozzi e giunse a Lecco il 29 maggio.

## Il bombardamento di Varese

I cacciatori delle Alpi alla battaglia di Varese

L'Urban, che certamente non era preparato a una tattica guerrigliera, a Monza si vide assegnare nuovi ed assai consistenti rinforzi: alle sue due brigate venne aggiunto l'intero I corpo d'armata austriaco, forte di cinque brigate appena giunte dalla Boemia (oltre ad un'ulteriore brigata che restava a Bergamo, per ogni eventualità). E da Monza si mosse a riconquistare le posizioni perdute.
Informato del ripiegamento del Garibaldi, egli raggiunse Varese, indifesa e libera da garibaldini. Qui pretese un riscatto manifestamente esorbitante e, non ottenutolo, il 30 maggio 1859 ordinò di bombardare la città prima di rioccuparla. La truppa si distinse anche in alcune azioni di saccheggio.

## La seconda liberazione di Como

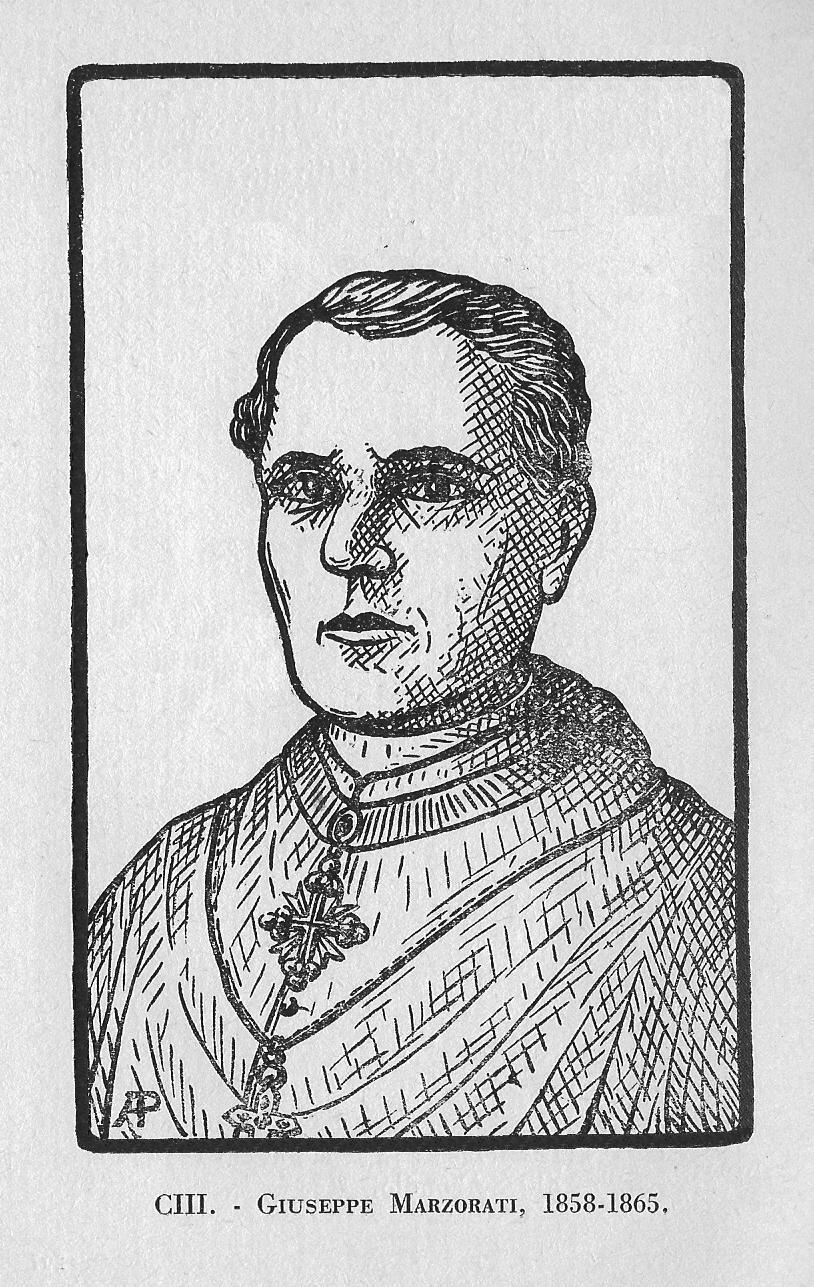
Il Vescovo Giuseppe Marzorati

Nel frattempo, Garibaldi si era portato verso ovest: la conquista di Laveno era probabilmente un espediente e, infatti, non fu poi nemmeno tentata. La piccola fortezza, comunque, disponeva di 13 cannoni e 600 uomini di guarnigione, oltre a tre battelli armati con 16 cannoni e 180 uomini (che si erano distinti, giorni addietro, nel bombardamento di alcune indifese località della sponda piemontese).
Con il Camozzi nella non minacciata Lecco, al Carcano venne dato ordine di cercar rifugio sui monti con armi e munizioni, portando con sé le persone più compromesse. Seguita dalla gran parte della popolazione.
In tutta la Provincia si diffondevano le voci più disparate: credendo erroneamente che gli austriaci fossero già alle porte di Como, il Vescovo monsignor Giuseppe Marzorati, accompagnato da alcune autorità imperiali (delegato provinciale, presidente del tribunale, intendente di Finanza) si portò a Camerlata per supplicare clemenza all'Urban, ma lo attese invano, dal momento che il generale era già passato verso Varese.
A quel punto Garibaldi rifece il cammino a ritroso, e si fece avvistare dagli austriaci sopra Varese. Il 1º giugno, mentre bivaccava con la brigata a Robarello, sulla strada fra Varese e Como, e stava per riprendere la marcia su Varese, viene raggiunto dalla marchesina Giuseppina Raimondi (figlia del patriota comasco Giorgio Raimondi), inviata dal Visconti Venosta su un calesse con alle briglie un prete, il cappellano di Fino Mornasco. Recava un appello dei comaschi a Garibaldi che sollecitavano un immediato aiuto nel timore che Como subisse la stessa sorte di Varese, appena bombardata dall'Urban. Garibaldi, dunque, proseguì e fece il suo secondo ingresso in Como. È però interessante notare la testimonianza del filosofo milanese Carlo Cattaneo che osservò "Qual differenza tra Como che nel 1848 assedia e uccide o disarma duemila Austriaci: e Como che nel 1859 riceve Garibaldi vittorioso a porte serrate e in silenzio sepolcrale".
Sicuramente l'Urban avrebbe voluto inseguirlo, braccarlo. Ma il tempo a sua disposizione era ormai scaduto: l'intera divisione venne richiamata di gran pressa dal Gyulai verso sud, su Gallarate (raggiunta il 3 giugno), per unirsi alle forze del Clam-Gallas e tentare di contrastare il passaggio dei grosso franco-piemontese sulla sponda lombarda del Ticino, fra Turbigo e Sesto Calende. Ma era ormai troppo tardi: la notte del 2 giugno i francesi hanno gettato una testa di ponte a Turbigo e quando il Clam-Gallas ordina di spezzarla, egli non dispone delle forze dell'Urban e fallisce totalmente nell'impresa. L'esercito francese passa così il fiume e si prepara alla vittoriosa battaglia di Magenta ed alla successiva liberazione di Milano.

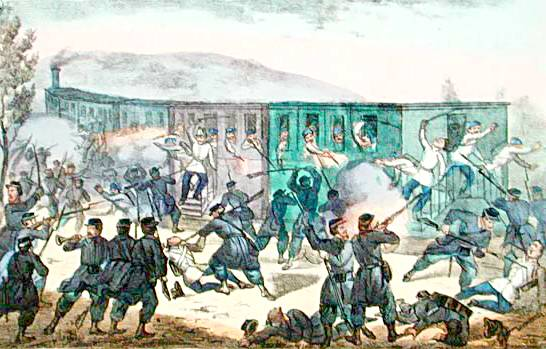
Agguato dei Cacciatori delle Alpi ad un convoglio austriaco a Seriate nel giugno 1859

## La liberazione di Bergamo e Brescia
I Cacciatori potevano, quindi, smettere di fare i guerriglieri, e cominciare a condurre una campagna regolare, quale vera ala sinistra dell'esercito principale, che avanzava nella pianura.
Si trattava, ora, di avanzare occupando il territorio, liberando, man mano, tutte le città della fascia prealpina lombarda. Attardandosi, se necessario, a sgomberare eventuali sacche di resistenza austriaca, attardatesi a coprire il grande ripiegamento dell'esercito austriaco verso le fortezze del Quadrilatero.
Come prima tappa, i Cacciatori si imbarcarono nel porto di Como a bordo della flottiglia di battelli a vapore della Navigazione Lariana e il 6 giugno giunsero, via lago, a Lecco. Garibaldi pronunciò un breve discorso all'albergo Croce di Malta e proseguì la marcia ed entrò primo in Bergamo l'8 giugno e primo in Brescia il 14 giugno, sempre preceduto dalle avanguardie.

## La battaglia di Treponti
Il 14 giugno, uscito da Brescia e mentre si avvicinava al Chiese, nell'attuale territorio di Rezzato e Castenedolo, l'avanguardia di 1.400 volontari agganciò i 4.000 austriaci della retroguardia formata della solita divisione Urban (battaglia di Treponti). Il Cosenz si lanciò in una folle carica, raggiunto presto dal Turr. Dopo sette ore di combattimento, e con 70 prigionieri, gli austriaci scacciarono gli assalitori e se ne proseguirono vittoriosi nel loro ripiegamento. Si può ben immaginare la soddisfazione dell'Urban e dei suoi uomini.

## Il lago di Garda
Dopo Treponti i Cacciatori avevano esaurito il proprio ruolo di ala sinistra, dal momento che la fascia prealpina dopo viene bruscamente interrotta dalla lunga sagoma del lago di Garda e l'esercito franco-sardo bastava ad occupare l'intera fascia dal lago alla fortezza di Mantova.
Giunto al lago, Garibaldi, la cui presenza non era richiesta accanto ai regolari, valutò la possibilità di superare di un balzo la massa d'acqua e catturò a tal fine un vapore austriaco. Ma troppa era la superiorità navale austriaca.
La piccola brigata non era, d'altra parte, sufficiente ad operare più di un'azione di commando, né a coprire un'eventuale discesa di forze austriache da Riva del Garda o dalle Valli Giudicarie o dalla Valle Camonica attraverso il Passo del Tonale, comunque alle spalle del Mincio. Ma per gli accordi segreti stipulati tra Napoleone III e Vittorio Emanuele II che prevedevano, tra l'altro, l'inviolabilità militare dei confini del Trentino, considerato parte integrante della Confederazione germanica, per non suscitare ulteriori reazioni austriache da quel fronte, venne, infatti comandata la 4ª Divisione dell'Armata Sarda del generale Cialdini, il vincitore di Palestro, con l'ordine espressivo di non violarne i confini di stato.
I Cacciatori vennero quindi comandati a muoversi molto più a nord, in Valtellina, a copertura del Passo dello Stelvio, dotato di un'eccellente strada militare austriaca sin dal 1825.

## Le operazioni in Valtellina
Il 27 giugno giunse in valle Garibaldi alla testa della brigata. Mandò avanti con un'avanguardia di circa 1.800 volontari il tenente colonnello Medici che sgomberava Bormio dagli austriaci, liberando il versante occidentale della strada del Passo. Si segnala in particolare la cattura, ai Bagni Vecchi, di un intero drappello austriaco (ove si segnalò il bormino Pietro Pedranzini, che avrebbe ripetuto l'exploit l'11 luglio 1866, nel corso della Terza guerra di indipendenza).
L'8 luglio tentava, invano, un vero e proprio assalto alpino (attraverso un ghiacciaio e pendii rocciosi) alle difese Austriache presso le ultime case cantoniere dello Stelvio (Operazioni di Valtellina (1859)). L'11 luglio giunse, imprevisto ed improvviso, l'armistizio di Villafranca.

## Conclusione della campagna

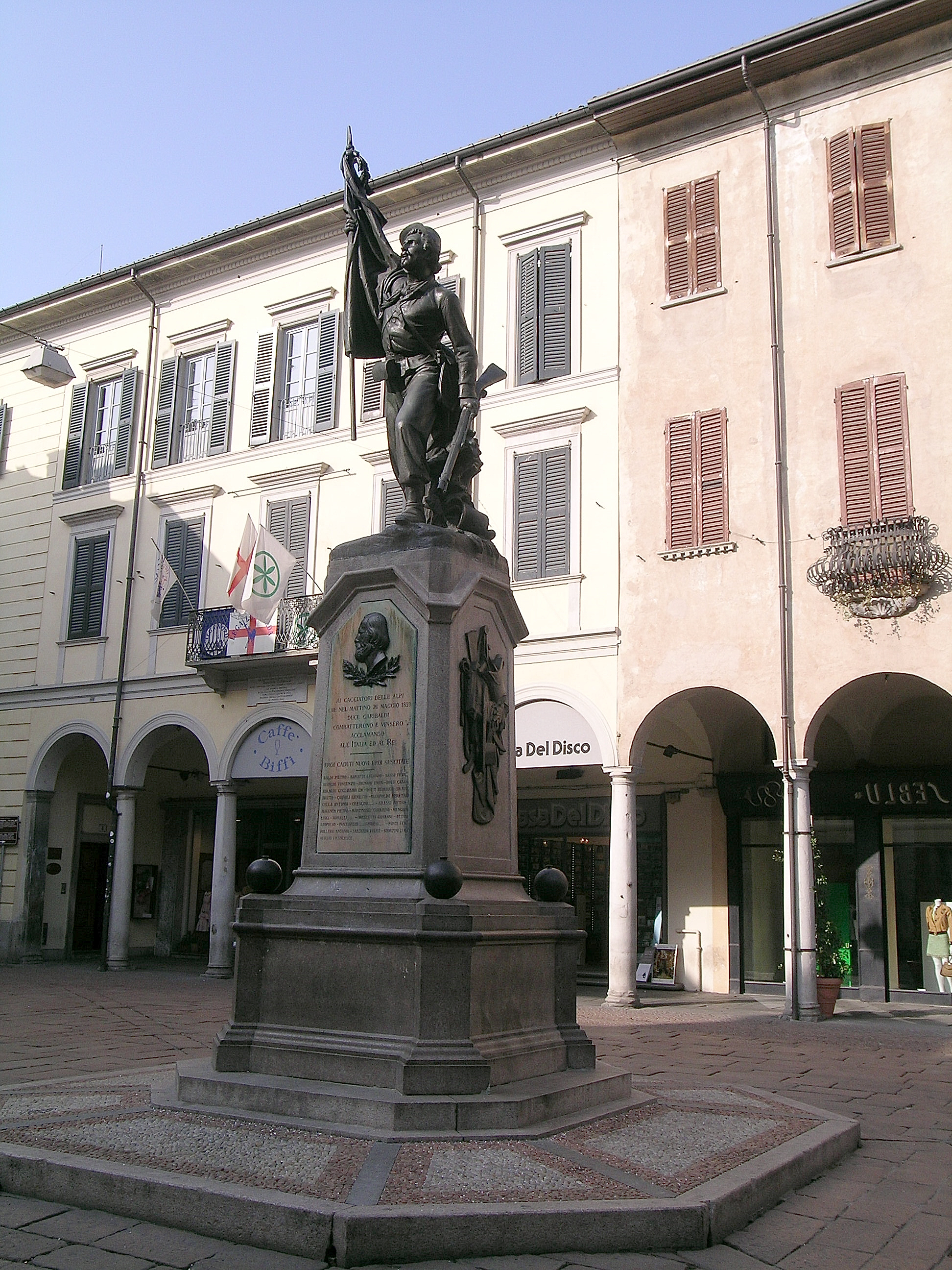
Monumento ai Cacciatori delle Alpi, Varese, Piazza del podestà

Garibaldi aveva condotto i suoi volontari lungo una gloriosa campagna, combattendo ben tre battaglie, di cui le due più importanti furono vittoriose.
Tra i Cacciatori figuravano patrioti eminenti, come Ippolito Nievo e Giuseppe Guerzoni.
Dopo l'armistizio di Villafranca, la maggior parte dei volontari si congedò; il Ministero allora con un decreto del 6 settembre ordinò lo scioglimento del Corpo e la formazione di una Brigata Cacciatori delle Alpi, costituita l'11 ottobre con il 1º Reggimento (dai soppressi 2º e 5º Reggimento, e le 4 compagnie di bersaglieri) a Como ed il 2º Reggimento (con i soppressi 1º, 3º e 4º reggimento e parte del battaglione adolescenti) a Bergamo. Il 14 maggio 1860 la Brigata Cacciatori delle Alpi ebbe poi nome di Brigata Alpi, reggimenti 51º e 52º del Regio Esercito, posta al comando del maggior generale Luigi Bianchis di Pomaretto.
Il 51º e 52º furono integrati con la truppa (metà a testa) del battaglione Valtellinese sciolto solo il 20 maggio 1860. Stesso destino ebbero il 30 novembre 1859 artiglieria, genio, ambulanza e treno.
Nel novembre vennero licenziate le guide a cavallo, andate con Garibaldi a Bologna.
Il battaglione adolescenti, passati al 2º reggimento i giovani di età superiore ai 17 anni, andò con i rimanenti a Biella. Venne il 9 febbraio 1860 considerato succursale del battaglione figli dei militari e fu sciolto il 1º gennaio 1861.
Nel 1860 i veterani Cacciatori ed i loro ufficiali avrebbero fornito il nerbo delle camicie rosse alla spedizione dei mille.

## La terza guerra di indipendenza
Nel corso della Terza guerra di indipendenza venne definita Corpo Volontari Italiani l'unità di volontari che operò, sempre al comando di Garibaldi, in un'altra fortunata campagna, quella condotta nel Trentino sud-occidentale fra giugno e luglio 1866.